# Jeffrey Lay
Jeffrey Lay, né le 6 octobre 1969 à Ottawa, est un rameur d'aviron canadien. 

## Carrière
Jeffrey Lay participe aux Jeux olympiques d'été de 1996 à Atlanta et remporte la médaille d'argent en quatre sans barreur poids légers avec son coéquipier Brian Peaker, Dave Boyes et Gavin Hassett.